# 1980 SQ
1980 SQ är en asteroid i huvudbältet som upptäcktes den 29 september 1980 av den tjeckiske astronomen Zdeňka Vávrová vid Kleť-observatoriet.
Asteroiden har en diameter på ungefär 4 kilometer.